# Народно читалище „Петър Богдан Бакшев – 1909“
 Тази статия е за читалището в Раковски.  За едноименното читалище в Чипровци вижте Народно читалище „Петър Богдан – 1909“.  
Народно читалище „Петър Богдан Бакшев“ се намира на площад „Европа“ в квартал Секирово на град Раковски, България. То носи името на архиепископ Петър Богдан и официалното му име е „Петър Богдан Бакшев-1909“.

## История
Читалището в село Балтаждии, днес кв. Секирово на град Раковски е основано на 25 януари 1909 г. от Иван Зенков, Тобия Дойчев, Серафим Аянски, Йосиф Зенков и др., общо 32 ентусиасти.
Дейността на читалището е прекъсната по време на Първата световна война и е възстановена през 1927 г. Читалището се е помещавало в училището, а пиесите и концертите са изнасяни в коридора му. Видни деятели между двете световни войни са много от учителите – Стефан Ковачев, Анка Гиева, Матей Симеонов и Мария Генчева и много от младите хора в селото – Иван Плачков, Йосиф Станчев, Йосиф Пеев, Венко Панин и др. По това време в читалището се водят и курсове за ограмотяване, създаден е и драматичен състав. През 1930 г. е представена първата пиеса „Обесването на Левски“. След нея се поставят „Хъшовете“, „Калин Орелът“ и др.
Успоредно с дейността на читалището в Балтаджии, започват да действат и църковни просветни дружества – дружество „Богдан Бакшич“ през 1928 г., младежко културно-просветно дружество „Св. Архангел Михаил“ през 1930 г. и католическото дружество „Св. Андрей“.
След 9 септември 1944 г. името на читалището е сменено на „Девети септември“ и по-късно е преместено в бившия енорийски дом до църквата. По това време се формира любителска театрална група от Йосиф Киков, Йосиф Пеев, Иван Гендов, Вирджиния Пеева и др. Те представят пиесите „Три синджира роби“, „Хан Татар“, „Свекърва“ и „Снаха“. През първата половина на 50-те години са направени постановки на пиесите „Боряна“ и „Разузнаване“, а през втората – на „Нонкина любов“ и „Бойко“. След това до 1967 г. за представени 12 други пиеси и 4 естрадно-сатирични програми. Заслуги за това имат като участници и организатори – Йосиф Друмчийски, Иван Митов, Катя Лесова, Надя Котова, Енчо Минчев и Павлина Бориславова. След 1970 г. в читалището функционират детски музикални школи и курсове. Йозо Романов е един от ръководителите на музикалните школи, а Петър Телбийски е ръководител на танцовия състав..
Във връзка със 75-годишния си юбилей, читалището е наградено с орден „Св. св. Кирил и Методий“ – II степен.
След политическите промени през 1989 г. читалището възстановява първоначалното си име. По това време читалищната библиотека е наброявала около 7000 тома..
Читалището се намира в сградата на бившата община в кв. Секирово. Инвентарът на библиотеката през 2016 г. е над 14 хиляди единици.

## Председатели
- Стефан Ковачев
- Слав Гиев
- Йосифат Марков
- Пенка Бакърджийска
- Йосиф Друмчийски – роден на 20 януари 1941 г.; агроном по професия, през 1962 г. е секретар на читалището, а след това и председател;
- Илиана Гендова